# Drosera aliciae
Drosera aliciae Raym.-Hamet, 1905 è una pianta carnivora della famiglia delle Droseracee, endemica del Sudafrica.

## Descrizione
D. aliciae è simile nella forma ad altre specie affini come D. slackii, e D. dielsiana: la prima è più grande (8 cm di diametro), la seconda è più piccola (3 cm di diametro).
La pianta forma piccole rosette di foglie cuneiformi dal diametro lungo fino a 5 cm.
In condizioni di buona illuminazione, i tentacoli appiccicosi per la cattura degli insetti diventano fortemente colorati con pigmenti antocianini, che probabilmente aiutano la pianta ad attirare le prede. È relativamente facile da coltivare e forma attraenti fiori rosa, che sono portati da uno stelo alto circa 30 cm dalle foglie per evitare che gli insetti impollinatori vengano catturati.

## Distribuzione e habitat
È endemica delle Province del Capo, in Sudafrica.

## Galleria d'immagini

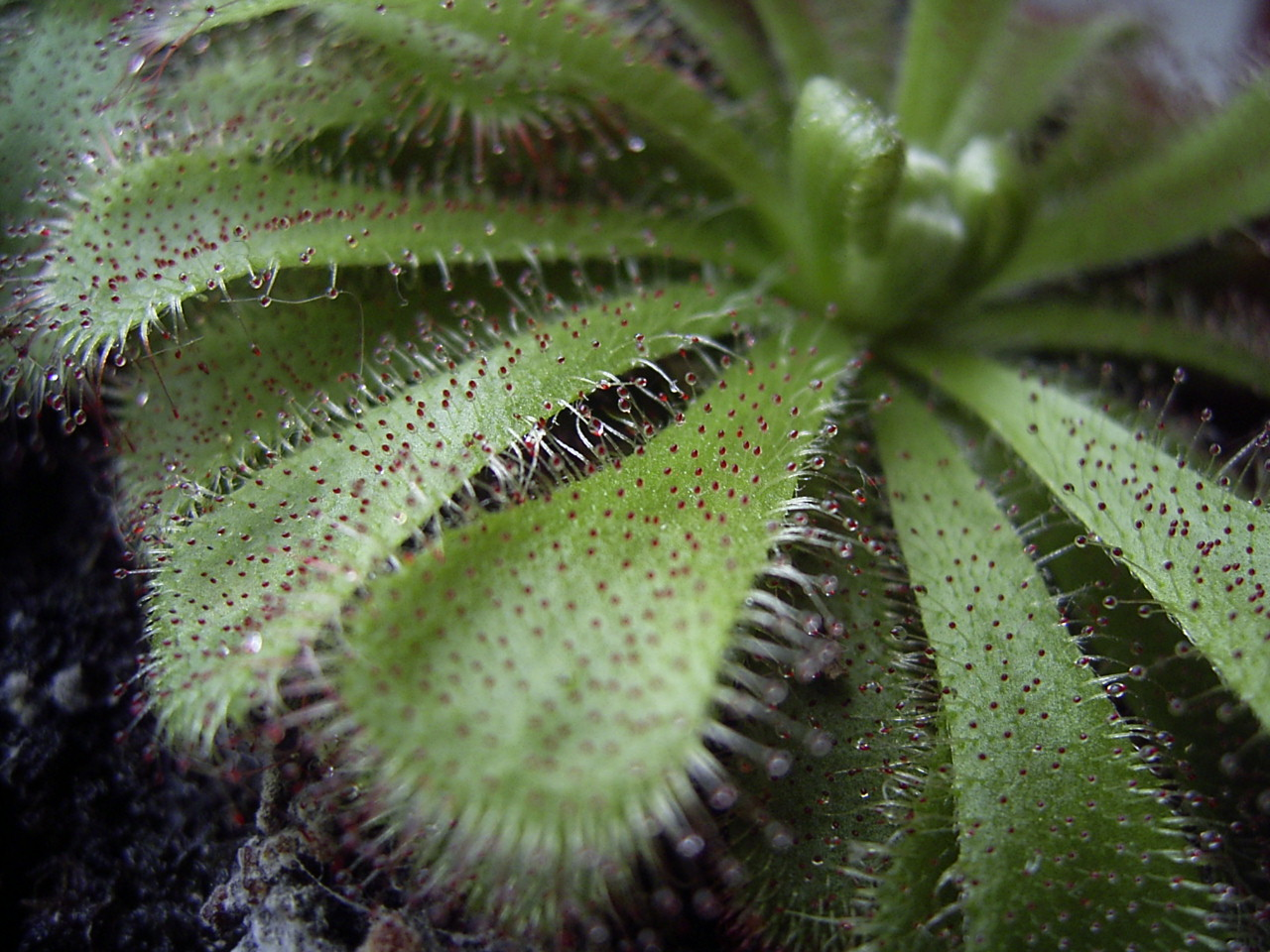
Dettaglio di una foglia
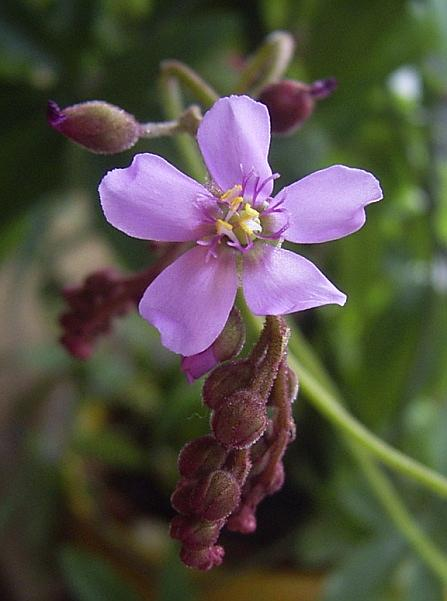
Fiore
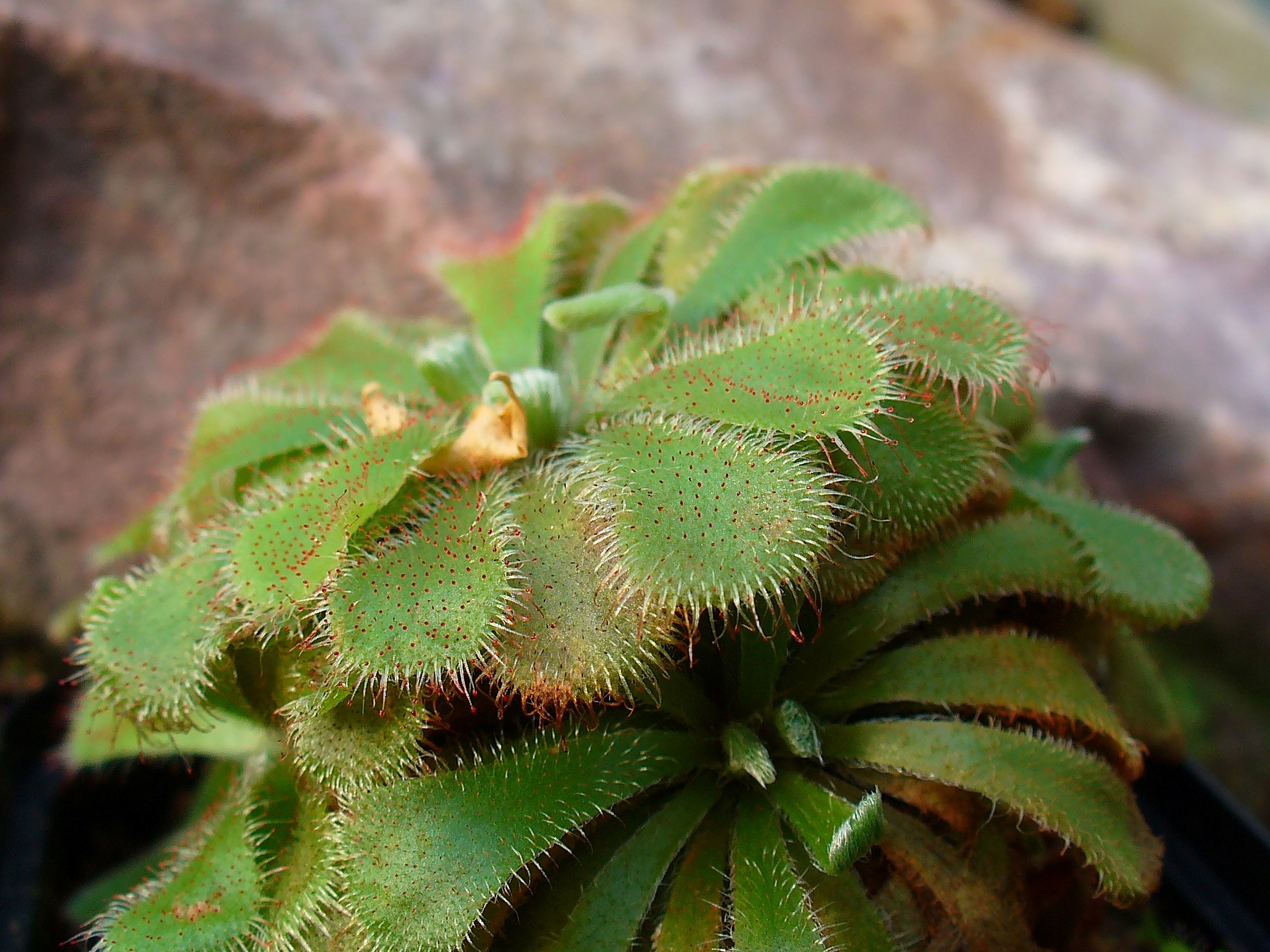
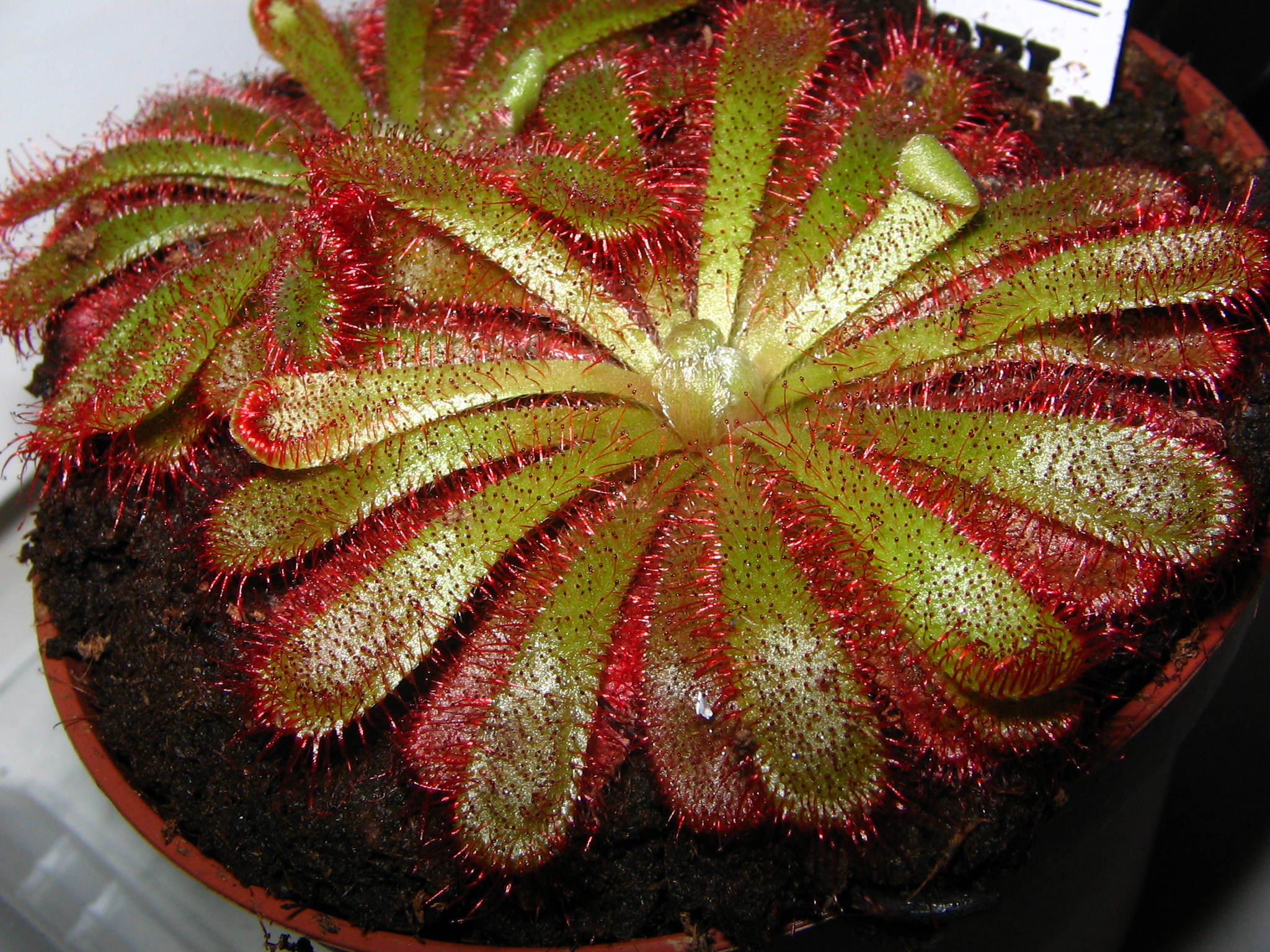
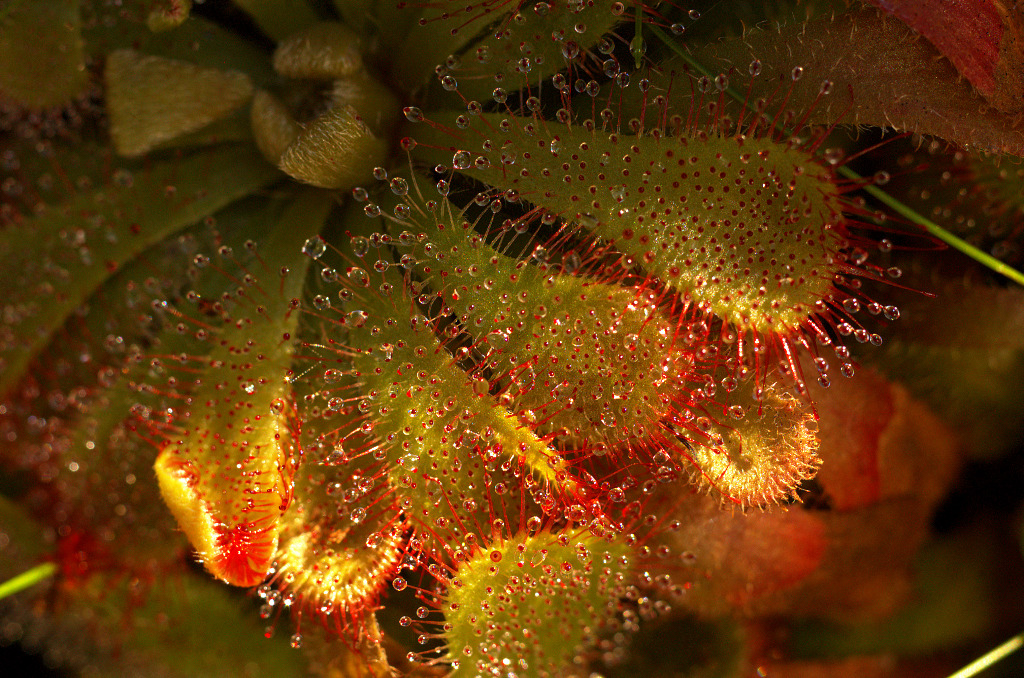
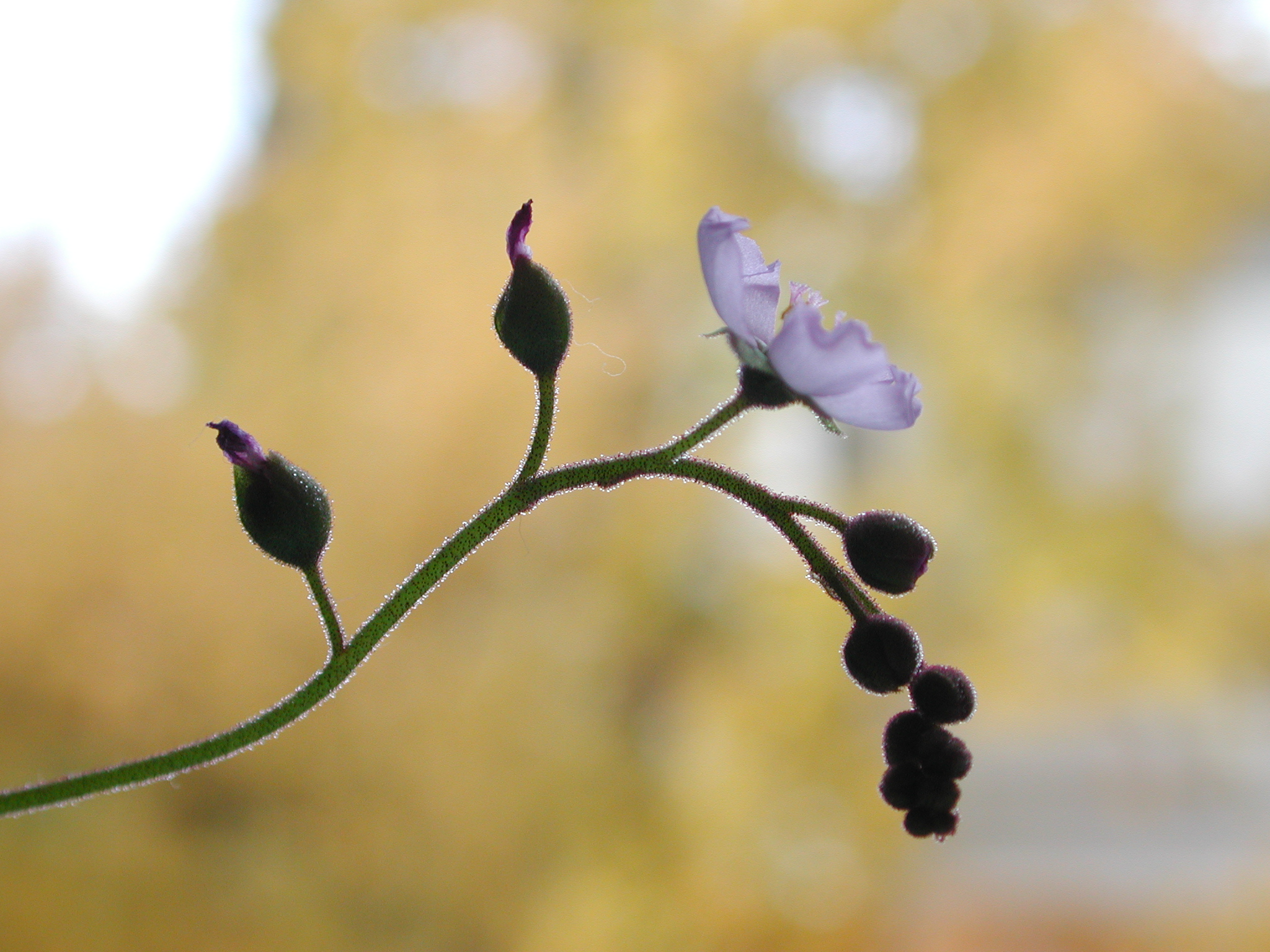
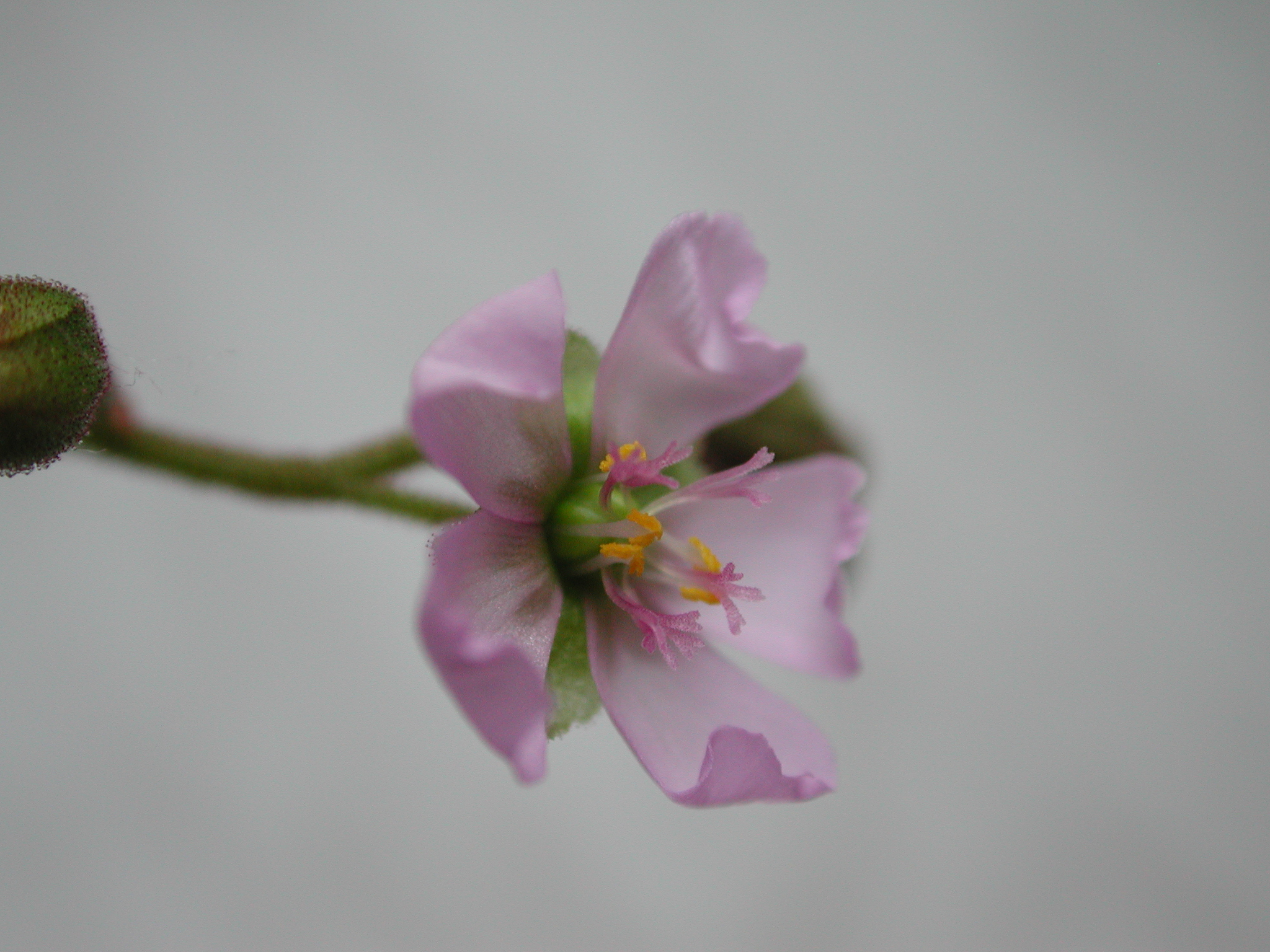